# Dolores Delgado
Dolores Delgado García (Madrid, 6 novembre 1962) è una magistrata e politica spagnola. Dal 7 giugno 2018 al 12 gennaio 2020 è stata Ministro della giustizia nel Governo Sánchez I.